# サルゲッチュ (コンピュータゲーム)
『サルゲッチュ』（英語: Ape Escape）は、ソニー・コンピュータエンタテインメント（SCE）が1999年6月24日に発売したPlayStation専用ゲームソフト。サルゲッチュシリーズの1作目であると同時に世界初のDUALSHOCK専用ソフトでもある。
2005年3月14日には、本作のリメイク版である『サルゲッチュP!』がPlayStation Portable向けに発売された。
本作は、特殊なヘルメットをかぶった「ピポサル」と呼ばれるサルたちを次々と捕獲する内容である。
また、アナログスティックを両方とも使うゲームで、コントローラーにデュアルショック機能がないとプレイすることができない。

## ストーリー
町の研究者・ハカセが発明したピークポイントヘルメット（通称：ピポヘル）を、遊園地の人気者の小ザル・スペクターが誤ってかぶってしまう。結果、知能を身に付けたと共に悪の心に染まった彼は、他のサルたちにもピポヘルをかぶらせて「ピポサル」と呼ばれる手下にし、歴史改造計画を開始する。
ピポサル達は、その一環としてハカセの研究所を襲撃し、ピポサルたちがハカセと孫娘のナツミを縛っていたところ、主人公のカケルとその親友でライバルのヒロキの2人がタイムマシンを見に研究所を訪れる。そして、ピポサルは完成間近のタイムマシンを作動させて過去に飛び、カケルも巻き込まれる形でピポサルを追う。

## CD
サルゲッチュ・オリジサル・サウンドトラック
「スペクターのテーマ」など全43曲を収録。ノンストップで再構築されている。作曲は寺田創一。

## 開発

### セッティング
本作の世界観として、「博士と少年」「少年が、邪悪な霊長類が支配する動物たちの世界に行って帰れなくなる」という要素は最初からあった
ピポサルのデザインとネーミングは短期間で出来上がり、「こだいのはらっぱ」というステージで踊るサルが最初に生み出された。

## 評価
フリーライターの徳田要太は、「Real Sound」に寄せた記事の中で、世界初のデュアルショック専用ソフトとして、「左右のアナログスティックを使い分ける」という操作体系の斬新さを評価している。徳田はばかばかしい世界観に加え、全編がデュアルショックの操作方法を指南するような構造あるため、シナリオに緊張感がないとしたうえで、一部のプレイヤーからはちょっと怖い作品として認知されていると語っている。
徳田は理由の一つとして、本作の難易度を挙げている。加えて、カケルの生々しい死亡シーンがばかばかしい雰囲気のままに描かれるため、前述の難易度も相まって死のグロテスクさが強調されているような気になると指摘している。
もう一つの理由として、徳田はハカセの冷淡なキャラクター性を挙げており、同様の理不尽さはヒロキとナツミにも当てはまるとしている。また、発売当時の3DCG描画技術は現代（2021年）の水準からみて写実的とは言い難く、本作におけるキャラクター表現としては、目の大きさの変化や簡易な身振り手振りが大半であり、キャラクター（特にハカセ）の表情の変化が乏しいと徳田は指摘している。